# 벨라루스 U-23 축구 국가대표팀
벨라루스 U-23 축구 국가대표팀(벨라루스어: Зборная Беларусі па футболе U-23)은 벨라루스를 대표하는 23세 이하의 축구 국가대표팀으로, 올림픽을 대비하는 대표팀이다.